# K-119 Voronež
Il K-119 Voronež è un SSGN russo appartenente alla classe Oscar II. Entrato in servizio alla fine degli anni ottanta, appartiene alla Flotta del Nord.

## Storia
Il K-119 fu impostato presso il cantiere navale Sevmash, a Severodvinsk, il 25 febbraio 1986. Il sottomarino entrò in servizio il 29 dicembre 1989, ed il 28 febbraio 1990 venne preso in carico dall'11ª Divisione della Flotta del Nord.
Il 6 aprile 1993 ricevette il nome di Voronež, come la città omonima. Nel 1994, fu trasferito nella 7ª Divisione. Dovrebbe essere stato ritirato dal servizio operativo tra la fine del 2007 e gli inizi del 2008.
Ai primi di giugno 2014 il battello impegnato in esercitazioni ha partecipato al salvataggio del battello di 11 m Barents 1100 intrappolato da una tempesta nel Mar Bianco, sul posto sono stati inviati 2 elicotteri Mi-8 e una nave, ma il primo a rispondere è stato il K-119 che in 40 minuti ha risposto alla chiamata.
Nel 2020 è entrato in riserva, in attesa della radiazione.